# Municipio Chalchihuitán
Koordinaten: 16° 58′ N, 92° 39′ W
Chalchihuitán ist ein Municipio im Norden des mexikanischen Bundesstaats Chiapas. Das Municipio hat etwa 14.000 Einwohner und ist 185,9 km² groß. Verwaltungssitz ist das gleichnamige Chalchihuitán, größter Ort des Municipios hingegen der Ort Chiquinshulum.
Der Name Chalchihuitán stammt aus dem Nahuatl und bedeutet etwa ‚Ort mit vielen Edelsteinen‘.

## Geographie
Das Municipio Chalchihuitán liegt nördlich des Zentrums des mexikanischen Bundesstaats Chiapas auf Höhen zwischen 200 m und 2300 m. Es zählt zur Gänze zur physiographischen Provinz der Sierra Madre de Chiapas und liegt gänzlich in der hydrologischen Region Grijalva-Usumacinta. Die Geologie des Municipios wird zu 53 % von Kalkstein bestimmt bei 42 % Sandstein-Lutit; vorherrschende Bodentypen sind Planosol (67 %) und Luvisol (20 %). Etwa 83 % der Gemeindefläche sind bewaldet, 12 % dienen dem Ackerbau.
Das Municipio Chalchihuitán grenzt an die Municipios El Bosque, Simojovel, Pantelhó, Chenalhó und Larráinzar.

## Bevölkerung
Beim Zensus 2010 wurden im Municipio 14.027 Menschen in 2.898 Wohneinheiten gezählt. Davon wurden 12.551 Personen als Sprecher einer indigenen Sprache registriert, davon 11.635 Sprecher des Tzotzil. Knapp 34 Prozent der Bevölkerung waren Analphabeten. 3.751 Einwohner wurden als Erwerbspersonen registriert, wovon gut 87 % Männer bzw. 1,2 % arbeitslos waren. Knapp 80 % der Bevölkerung lebten in extremer Armut – der fünfthöchste Wert ganz Mexikos.

## Orte
Das Municipio Chalchihuitán umfasst 43 bewohnte localidades, von denen nur der Hauptort vom INEGI als urban klassifiziert ist. Drei der Orte wiesen beim Zensus 2010 eine Einwohnerzahl von über 1000 auf, zehn Orte hatten weniger als 100 Einwohner. Die größten Orte sind:
| Ort           | Einwohner |
| Chiquinshulum | 1612      |
| Chalchihuitán | 1054      |
| Joltealal     | 1004      |
| Jolitontic    | 0884      |
| Tzununil      | 0848      |
| Saclum        | 0698      |
| Balunaco      | 0630      |